# Драбинястий Орест Маркович
Орест Маркович Драбинястий (нар. 1930, с. Бичківці, нині Україна) — учасник національно-визвольних змагань. Член ОУНР.

## Життєпис
Народився 1930 року в селі Бичківці, нині Чортківського району Тернопільської области України.
Заарештований 28 жовтня 1947 року Білобожницьким районним відділом міністерства державної безпеки (ст. 54-1а КК УРСР). Засуджений 13 грудня 1947 року військовим трибуналом військ міністерства державної безпеки у Тернопільській області на 10 років виправно-трудового табору. Звільнений 23 вересня 1954 року. Реабілітований 1992 року (7706-П).